# Boot File System
O Boot File System' (BFS Nomeado em Linux, mas BFS também se refere ao Be File System) foi usado no UnixWare para armazenar os arquivos necessários para o seu processo de boot.
Ele não suporta diretórios, e só permite a alocação contígua de arquivos, para tornar mais simples a ser usada pelo gerenciador de boot.

## Implementações
Além do suporte UnixWare, Martin Hinner escreveu um módulo do kernel 'bfs para Linux que suporte.
Ele documentou o layout do sistema de arquivo como parte do processo.

## Referencias
1. ↑  Martin Hinner (1999). «UnixWare boot filesystem for Linux». Martin Hinner. Consultado em 21 de dezembro de 2008
2. ↑  Martin Hinner (1999). «The BFS filesystem structure». Martin Hinner. Consultado em 21 de dezembro de 2008